# Dieudonné Kabongo
Pour les articles homonymes, voir Kabongo (homonymie).
Dieudonné Kabongo, de son nom complet Dieudonné Kabongo Bashila, né en 1950 au Katanga et mort le 11 octobre 2011 à Jette (Belgique), est un humoriste congolais polyvalent, comédien, conteur et musicien, belge d'adoption depuis 1970.

## Biographie
Il se fait surtout connaître en remportant le premier prix du Festival du Rire de Rochefort en 1984, en compagnie de Mirko Popovitch, dans le spectacle Méfiez-vous des tsé-tsé, un face à face entre colonial et colonisé. Spectacle présenté ensuite en France, en Suisse, au Québec et au Congo (RDC).
Polyvalent, il participe à l'animation de différents événements et émissions de radio et télévision.
En novembre 2007, il fait partie des personnalités non politiques du Groupe Wallonie-Bruxelles, créé à l'initiative de la Communauté française de Belgique pour débattre de l'avenir des francophones. Parmi les membres issus de la société civile, il est le seul provenant des milieux socio-culturels et d'origine étrangère. Il est membre du groupe no 4, chargé des « matières culturelles », telles : l'audiovisuel, la culture, l'emploi des langues ou encore le sport.
Artiste engagé, il préside, de 2005 à 2010, l'association sans but lucratif d'aide à la jeunesse Belge, l'Observatoire Ba YaYa.
Le 11 octobre 2011, il meurt sur scène au Centre Armillaire à Jette (en Belgique), malgré l'intervention immédiate de secouristes présents dans la salle.
Aux Magritte du cinéma 2013, il est nommé à titre posthume pour le Magritte du meilleur acteur dans un second rôle pour L'Envahisseur de Nicolas Provost.
Il est inhumé au Cimetière de Boitsfort.

## Théâtre
- Méfiez-vous des tsé-tsé
- Atterrissage, de Kagni Alem ; Denis Mpunga
- L’invisible, de Philippe Blasband ; Astrid Mamina
- Droits de Succession, de Vincent Azé & Eric Delcourt
- Bas les Masques, de Dieudonné Kabongo, Chris Borry, Lorent Wanson

## Filmographie
- 1989 : Ti amo (court métrage) de Frank Van Passel :
- 1992 : La sensation (court métrage) de Manuel Poutte : (Prix spécial du Jury du Festival de Cannes)
- 1992 : Krapatchouk de Enrique Gabriel
- 1996 : Le Damier (court métrage) de Balufu Bakupa-Kanyinda : Papa National
- 1998 : Ça ne se refuse pas de Eric Woreth : Le noir
- 2000 : Lumumba de Raoul Peck : Godefroid Munungo
- 2007 : Juju Factory de Balufu Bakupa-Kanyinda : Kongo
- 2004 : Le plus beau jour de ma vie de Julie Lipinski : Chauffeur taxi
- 2005 : Le Couperet de Costa-Gavras : Quinlan Longus
- 2010 : Plus belle la vie : Oncle de Djawad
- 2011 : L'Envahisseur de Nicolas Provost : Omar
- 2013 : Les Gars : M. M'Bokami

### Clip
- 1999 : Jean Baltazaarrr d'Arno et Beverly Jo Scott

## Distinctions
- Magritte du cinéma 2013 : nomination pour le Magritte du meilleur acteur dans un second rôle pour L'Envahisseur de Nicolas Provost